# زاروو
زاروو (به آلمانی: Sarow) یک شهر در آلمان است که در مکلنبورگیشه زنپلاته واقع شده‌است. زاروو ۷۴۹ نفر جمعیت دارد.